# Regione Surselva
La regione Surselva è una regione del Canton Grigioni, in Svizzera, istituita il 1º gennaio 2016 quando nel cantone le funzioni dei distretti e quelle dei circoli, entrambi soppressi, sono stati assunti dalle nuove regioni; il territorio della nuova regione Surselva coincide con quello del vecchio distretto di Surselva.
La regione confina con le regioni Imboden e Viamala a est e sud-est, con il Canton Ticino (distretti di Blenio a sud e di Leventina a sud-ovest), con il Canton Uri a ovest e nord-ovest e con il Canton Glarona a nord. Il capoluogo è Ilanz/Glion.

## Geografia fisica
La massima elevazione della regione è il Tödi (3 614 m). Altre cime principali comprendono il Piz Durschin (3 421 m), l'Adula (3 402 m), il Güferhorn (3 383 m), il Piz Urlaun (3 359 m) e l'Oberalpstock (Piz Tgietschen in romancio) (3 328 m).
Il fiume principale della regione è il Reno Anteriore (Vorderrhein in tedesco), che rappresenta uno dei due rami del Reno, insieme al Reno Posteriore. Ha come tributari i torrenti Rabiusa (Val Safien), Glenner (Val Lumnezia), con l'affluente Valser Rhein (Valsertal), e Froda (Val Medel).
Nella regione si trovano alcuni laghi artificiali: il lago di Zervreila (comune di Vals), il lago di Santa Maria (Medel), il Lai da Nalps, il Lai da Curnera (Tujetsch) e il bacino formato dalla diga di Barcuns.

## Infrastrutture e trasporti

### Strade
La strada principale 19 attraversa il fondovalle dal Passo dell'Oberalp (Oberalppass) a Laax passando per il capoluogo Ilanz/Glion. Da Disentis parte la strada principale 416 per il passo del Lucomagno e quindi per il Canton Ticino, che finisce a Biasca, mentre da Ilanz partono le strade della Val Lumnezia e della Valsertal.

### Ferrovie
La regione è servito dalla linea ferroviaria Reichenau-Disentis, con stazioni a Oberalppasshöhe-Calmot, Tschamut-Selva, Dieni, Rueras, Sedrun, Bugnei, Mompé Tujetsch, Segnas, Acla da Fontauna, Disentis, Sumvitg-Cumpadials, Rabius-Surrein, Trun, Tavanasa-Brigels, Waltensburg, Rueun, Ilanz, Castrisch, Valendas-Sagogn e Versam-Safien.

## Geografia antropica
La regione Surselva è divisa in 15 comuni, elencati di seguito in ordine alfabetico:
| N° | Stemma | Nome tedesco       | Nome romancio     | Abitanti | Superficie in km² | Densità abitativa |
| -- | ------ | ------------------ | ----------------- | -------- | ----------------- | ----------------- |
| 1  |        | Brigels            | Briel             | 1258     | 50,64             | 24,84             |
| 2  |        | Disentis           | Mustér            | 2070     | 90,98             | 22,75             |
| 3  |        | Fellers            | Falera            | 614      | 22,36             | 23,46             |
| 4  |        | Ilanz/Glion        | Glion             | 4695     | 133,48            | 35,17             |
| 5  |        | Laax               | Lags              | 1617     | 31,71             | 50,99             |
| 6  |        | Lumnezia           | Lumnezia          | 2060     | 165,48            | 12,45             |
| 7  |        | Medels im Oberland | Medel/Lucmagn     | 389      | 136,22            | 2,86              |
| 8  |        | Obersaxen Mundaun  | Sursaissa Mundaun | 1146     | 70,36             | 16,29             |
| 9  |        | Safiental          | Val Stussavgia    | 896      | 151,42            | 5,92              |
| 10 |        | Sagens             | Sagogn            | 689      | 6,85              | 100,58            |
| 11 |        | Schleuis           | Schluein          | 616      | 4,79              | 128,6             |
| 12 |        | Somvix             | Sumvitg           | 1218     | 101,88            | 11,96             |
| 13 |        | Truns              | Trun              | 1202     | 51,9              | 23,16             |
| 14 |        | Tavetsch           | Tujetsch          | 1324     | 133,1             | 9,95              |
| 15 |        | Vals               | Val               | 990      | 175,56            | 5,64              |

Nota bene: la lingua tedesca e la lingua romancia sono co-ufficiali in tutti i comuni tranne in quelli di Safiental e di Vals, dove è invece ufficiale solo la lingua tedesca

### Fusioni
- 2016: Mundaun, Obersaxen → Obersaxen Mundaun
- 2019: Andiast, Brigels, Waltensburg → Brigels